# Meristotropis bucharica
Meristotropis bucharica là một loài thực vật có hoa trong họ Đậu. Loài này được (Regel) Kruganova mô tả khoa học đầu tiên năm 1955.